# Ремисије шећерне болести
Ремисије шећерне болести је консензусом усвојен нови термин који за разлику  од разлику од других, попут „реверзије”, „решења” или „излечења”, користи како би се описао феномен продужене нормогликемије без употребе лекова за снижавање глукозе код особе којој је претходно дијагностикован дијабетес типа 2.  Овај термин је консензусом дефинисао тим међународних стручњака из Организације за дијабетес УК, Америчко удружење за дијабетес и Европско удружење за проучавање дијабетеса. Консензусом усвојена дефиниција ових организација гласи: ремисија шећерне болести код особа са шећерном болести типа 2 значи да су нивои шећера у крви (такође познат као ниво глукозе у крви)  испод опсега за шећерну болест ( односно ако је ХбА1ц  — као мера дуготрајног нивоа глукозе у крви —  испод 48 ммол/мол или 6,5% најмање шест месеци, тако да ове особе немају потребу за узимањем било каквих лекова за шећерну болест.
Ремисија шећерне болести је сасвим нова идеја. Потребно је спровести још много истраживања пре него што ову методу у потпуности разумемо. Немамо довољно доказа да је ремисија трајна,  и у многим случајевима се шећерном болест може вратити, због чега је  важно да пацијент наставите са прегледима шећерне болести и док је у она у ремисији. Такође неће сви пацијенти са шећерном болести типа 2 желети да траже ремисију, али сви са шећерном болести типа 2, посебно они са недавном дијагнозом, треба да знају довољно о ремисији да би могли да донесу одлуку на основу поузданих информација. Онима који желе да постигну ремисију треба понудити одговарајућу подршку,  укључујући приступ дијететичару, како би схватили да се ремисија не може гарантовати - али да ће, чак и ако се не постигне, губитак тежине и промене начина живота од овог поступка имати здравствене користи.

## Опште информације
Дијабетес типа 2 је велика епидемија јавног здравља;  стопа шећерне болести типа 2 наставља да расте на глобалном нивоу, а лични и финансијски трошкови болести су огромни.  Студије које покушавају да покажу изводљивост смањења глукозе у крви до тачке када критеријуми за дијагнозу шећерне болести типа 2 више нису испуњени, користиле су широк спектар номенклатура, укључујући „лечење“,  „ремисију“,  „преокрет“,  резолуција, и  ублажавање.
Прагови глукозе који се користе за дефинисање овог стања варирају између различитих земаља и организација,  што може да изазове конфузију и несигурност да ли су људи са шећерном болести типа 2 постигли довољно низак ниво глукозе који траје довољно дуго да би се квалификују као особе „у ремисији“. Систематски преглед података који је обухвати извешзај 2020 идентификовао је 96 јединствених дефиниција ремисије дијабетеса које се користе од 2009. године, додатно наглашавајући потребу за јасноћом.
Уобичајене дефиниције ремисије дијабетеса   
У 2009. години, консензус група стручњака из Америчка асоцијација за шећерну болест  (АДА) је дефинисала ремисију шећерне болести на следећи начин (с тим што пацијент више не узима лекове за снижавање глукозе у свим случајевима):
- Потпуна ремисија: гликолизирани хемоглобин (ХбА 1ц) у нормалном опсегу и глукоза у плазми наташте (ФПГ) <100 мг/дл (<5,6 ммол/л) најмање 1 годину
- Делимична ремисија: ХбА 1ц <6,5% (48 ммол/мол) или ФПГ 100–125 мг/дл (5,6–6,9 ммол/л) током најмање 1 године
- Продужена ремисија: потпуна ремисија најмање 5 година.

Изјава о ставу Друштво за шећерну болест у примарној здравственој заштите/Асоцијације британских клиничких дијабетолога о ремисији за 2019. укључивала је следећа три критеријума:
- губитак тежине
- ФПГ <7 ммол/л или ХбА 1ц <48 ммол/мол у два наврата са размаком од најмање 6 месеци
- потпуни прекид свих третмана за снижавање глукозе.

Заједничка изјава о ставу Друштва за примарну негу особа са шећерном болести (ПЦДС) и Удружења британских клиничких дијабетолога (АБЦД) описује ремисију шећерне болести као остварив исход код људи са шећерном болести типа 2 и наглашава централну улогу губитка тежине и потребу за сталном подршком за одржавање ремисије.
Студија о клиничком испитивању са ремисијом шећерне болести (ДиРЕЦТ) настојала је да разјасни губитак тежине потребан за постизање ремисије шећерне болести типа 2, предлажући циљ губитка тежине од 15 кг.  Међутим, ремисија дијабетеса није прецизиран циљ у тренутним клиничким смерницама и алгоритмима управљања, што може одражавати недостатак консензуса о договореној дефиницији. 
Консензус извештај 2021: дефиниција и тумачење ремисије код шећерне болести типа 2,   упоређује резиме и закључке дискусија између међународне, мултидисциплинарне групе, укључујући представнике Америчког удружења за дијабетес, Европског удружења за проучавање шећерне болести, Удружење ендокринолога, Самита за лечење шећерне болести и онколога. Аутори наглашавају да је извештај заснован на мишљењу стручњака и да је осмишљен да предложи дефиниције и начине за процену гликемије који олакшавају прикупљање и анализу података који би у будућности могли довести до клиничког упутства.   Није намера да се утврде смернице за лечење, да се препоручи када треба следити ремисија или да се фаворизује било која специфична интервенција за постизање ремисије.

## Нова консензусна дефиниција ремисије
Извештај о консензусу слаже се са претходним упутствима да је „ремисија“ – реч која се обично користи у лечењу рака – одговарајући термин, а не „лечење“, „разлучивање“ или „преокрет“, јер побољшање можда неће бити трајно и стално потребно је праћење и подршка да би се смањио ризик од рецидива.
Према консензусном извештају, препоручена дефиниција ремисије је сада:
- Гликовани хемоглобин (ХбА 1ц ) мањи од 48 ммол/мол (мање од 6,5%), мерено стандардизованом методом гарантованог квалитета када више не узимате лекове за снижавање глукозе
- Одржавање овог нивоа ХбА 1ц најмање 3 месеца након укидања било ког лека за снижавање глукозе.

Посебно, ова дефиниција ремисије захтева да ХбА 1ц буде мањи од 48 ммол/л у краћем трајању од 6 месеци.    Према томе, може бити случај да ће више људи који тренутно живе са дијабетесом сада испуњавати дефиницију, и може бити кодирани у складу са тим.

## Значај
Постављање дијагнозе шећерне болести типа 2 може имати значајан утицај на ментално здравље оболеле особе, а сазнање да је ремисија шећерне болести постигнута самоуправљањем може имати позитиван ефекат. 
Чак и ако се ремисија не постигне, промена начина живота и постизање значајног губитка тежине могу имати повољан ефекат на расположење, физичку функцију и друге (пратеће) хроничне болести. Бенефити ће се стога акумулирати код већине људи који живе са шећерном болести типа 2.

## Када се не препоручује ремисија
Код оних са високим вредностима ХбА 1ц потребан је опрез јер брзо снижавање њиховог ХбА 1ц, било да се изазове ремисија или побољшана контрола гликемије, може довести до погоршања микроваскуларних компликација, укључујући дијабетичку ретинопатију.  Из тог разлога, лекари упозоравају на покушаје да се постигне брзо смањење ХбА 1ц код људи са променама на мрежњачи изван микроанеуризме (више од позадинске ретинопатије),  и у том смислу треба организовати скрининг мрежњаче ако дође до наглог смањења ХбА 1ц код познате ретинопатије.
Људи који се лече инхибиторима натријум-глукозе котранспортер-2 (СГЛТ-2) не би требало да се придржавају кетогене дијете са веома ниским садржајем угљених хидрата јер ће оне вероватно повећати ризик од дијабетичке кетоацидозе, који је иначе низак када се користе ови лекови.

## Престанак фармакотерапије пре тестирања
Сва терапија лековима са специфичним ефектима на снижавање глукозе требало би да се прекине најмање три месеца пре биохемијског теста да би се потврдила ремисија, без обзира да ли је лек коришћен за шећерну болест  типа 2 или из других разлога (на пример, употреба глукагона- попут агониста рецептора пептида-1 за губитак тежине). Ово осигурава да су сви ефекти на ХбА 1ц нестали и да је период ретроспективног мерења (око 12 недеља) био без терапије лековима.
Промене у начину живота и понашању које имају за циљ губитак и одржавање тежине треба да се наставе. Поред тога, лекови за губитак тежине, који могу имати индиректне ефекте на побољшање нивоа глукозе путем губитка тежине, могу се наставититоком три месеца пре биохемијског тестирања.
| Интервенција [А] | Интервал потребан пре тестирања ХбА 1ц може поуздано проценити одговор                           | Накнадна мерења ХбА 1ц за документовање наставка ремисије |
| --- | ------------------------------------------------------------------------------------------------ | --------------------------------------------------------- |
| Фармакотерапија | Најмање 3 месеца након престанка било које фармакотерапије                                       | Не чешће од свака 3 месеца, а најмање једном годишње      |
| Хирургија | Најмање 3 месеца након процедуре и 3 месеца након престанка било које фармакотерапије            | Не чешће од свака 3 месеца, а најмање једном годишње      |
| Начин живота | Најмање 6 месеци након почетка интервенције и 3 месеца након престанка било које фармакотерапије | Не чешће од свака 3 месеца, а најмање једном годишње      |
| [А] Напомена: Документација о ремисији треба да укључи мерење ХбА 1ц непосредно пре интервенције |                                                                                                  |                                                           |
| ХбА 1ц = гликовани хемоглобин |                                                                                                  |                                                           |
| Адаптирано уз дозволу: Riddle, M. C.; Cefalu, W. T.; Evans, P. H.; Gerstein, H. C.; Nauck, M. A.; Oh, W. K.; Rothberg, A. E.; Le Roux, C. W.; Rubino, F.; Schauer, P.; Taylor, R.; Twenefour, D. (2021). „Consensus report: definition and interpretation of remission in type 2 diabetes”. Diabetes Care. 44 (10): 2438—2444. PMC 8929179 . PMID 34462270. doi:10.2337/dci21-0034. |                                                                                                  |                                                           |

## Кључне тачке
- Ремисија се сада дефинише на међународном нивоу као Гликликозилирани хемоглоб (ХбА 1ц) од <48 ммол/мол (<6,5%), која траје најмање 3 месеца након што су сви третмани за снижавање глукозе заустављени.[3]
- Ако је ХбА 1ц непоуздан маркер нивоа глукозе код појединца, онда је процењени ХбА 1ц (еХбА 1ц) од <48 ммол/мол (<6,5%) израчунат на основу 24-то часовног  континуираног праћење вредности глукозе (ЦГМ), или се нивоа глукоза у плазми наташте (ФПГ) од <7,0 ммол/л (126 мг/ дл), може се користити као алтернатива. Пошто се ова мерења брже мењају, могу се мерити у ранијој фази након престанка узимања лека, али их треба поновити да би се потврдила ремисија или рецидив.[3]
- Тестирање за потврду ремисије требало би да се деси најмање три месеца након што је престала употреба свих лекова, најмање 3 месеца након баријатријске интервенција или 6 месеци након што су уведене трајне промене начина живота.[3]
- Стопе ремисије које су у корелацији са губитком тежине, имају за  циљ  губитка тежине од 15 кг. Међутим, губитак тежине није део дефиниције ремисије у консензус извештају[3]
- Ремисија се може постићи баријатријском интервенцијом, нискокалоричном дијетом или дијетом са малим или веома ниским садржајем угљених хидрата. Пошто ово последње можда неће променити основне процесе, релапс је вероватан ако дијета престане осим ако се пре тога већ није десио значајан губитак тежине
- Преглед дијабетичара, укључујући ХбА 1ц , функцију бубрега, мерење крвног притиска и тежине, као и проверу стопала, треба да се спроводи најмање једном годишње код оних у ремисији, а скрининг ретинопатије и болничка очна нега треба да се настави у препорученим интервалима.[3]